# Merenje
Merenje is een plaats in de gemeente Zaprešić in de Kroatische provincie Zagreb. De plaats telt 158 inwoners (2001).